# NGC 4219A
NGC 4219A (другие обозначения — ESO 267-38, MCG -7-25-6, DCL 13, IRAS12153-4315, PGC 39484) — спиральная галактика с перемычкой (SBc) в созвездии Центавр.
Этот объект не входит в число перечисленных в оригинальной редакции «Нового общего каталога» и был добавлен позднее.